# 出口治明
出口 治明（でぐち はるあき、1948年〈昭和23年〉4月18日 - ）は、日本の実業家。ライフネット生命保険株式会社創業者。立命館アジア太平洋大学元学長。三重県生まれ。

## 概要
1948年（昭和23年）、三重県一志郡美杉村（現：津市）に生まれる。三重県立上野高等学校、京都大学法学部（専攻：憲法）卒業。
大学卒業後の1972年（昭和47年）に日本生命保険相互会社に入社。経営企画を担当として企画部や財務企画部に所属し、また生命保険協会で財務企画委員の初代委員長として、金融制度改革・保険業法の改正に従事。ロンドン現地法人社長、国際業務部長などを経て、2006年（平成18年）、58歳の時に同社を退職。
同年、生命保険準備会社であるライフネット企画株式会社を設立し、代表取締役社長に就任。2008年（平成20年）の生命保険業免許取得に伴い、ライフネット生命保険株式会社を開業。2013年（平成24年）に社長職を岩瀬大輔に譲り、自らは代表取締役会長に就任。2017年（平成29年）6月に取締役を退く。
2018年（平成30年）1月に立命館アジア太平洋大学第四代学長に就任した。同大学初の民間出の学長となる。
2021年（令和3年）1月に脳出血で倒れてリハビリテーションに取り組み、車いすやタブレット端末を使いながら学長職を続けた。2023年12月をもって退任。

## 主張・発言
- 選択的夫婦別姓制度導入に賛同[4][11][12]。

「物事を判断するときに、タテヨコ、つまり、昔（歴史）はどうだったかと、世界はどうかということをまず見る。タテで見れば、日本の伝統は平安時代を見れば明らかなように夫婦別姓。ヨコに見れば、法律婚で夫婦同一の姓とすることを強制している先進国は日本のみ。導入しない理由がなく、どうして夫婦別姓法案を通すことが簡単にできないのかとても不思議。」と述べている。
- 少子高齢化時代に必要な女性の活用のためには「クオータ制」が絶対に必要だとする[4]。

## 人物
- 読書好き[13] で、週に5−6冊は読んでいる[14]。HONZの客員レビューアーを務める[14]。読書家で、1万冊以上の本を読み、著作も40冊を超える[9]。『人生を面白くする 本物の教養』はベストセラーとなった[15]。
- 保守主義者を自認しており「バークやトクヴィルにとても共感する」といつも述べている[16]。
- 座右の銘は「悔いなし貯金なし」[17][18]。
- 「良いアイデアは『人・本・旅』から。」[4]

## 職歴
- 1972年（昭和47年）、日本生命保険相互会社 入社[1]。
- 1981年（昭和56年）、日本興業銀行出向[18]。
- 1988年（昭和63年）、生命保険協会財務企画専門委員会を設立、初代委員長に就任[19]。金融制度改革に取り組む[20]。
- 1992年（平成4年）、ロンドン事務所長[1]、ロンドン現地法人社長として北欧の政府やバルセロナ、コペンハーゲンといった欧州の大都市に融資を行う。
- 1995年（平成7年）、国際業務部長に就任[1]、中国における生命保険事業の認可申請などを手掛ける[21]。
- 2005年（平成17年）、東京大学総長室アドバイザー（非常勤）[21]。
- 2006年（平成18年）、あすかアセットマネジメントリミテッド顧問に就任[21]、
- 2006年（平成18年）、生命保険準備会社ネットライフ企画株式会社を設立、代表取締役社長に就任[1]。
- 2007年（平成19年）、早稲田大学大学院講師（非常勤）[21]。
- 2008年（平成20年）、ライフネット生命保険株式会社（旧商号ネットライフ企画）が生命保険業免許を取得、ライフネット生命保険株式会社 代表取締役社長に就任[1][21]。
- 2010年（平成22年）、慶應義塾大学講師（非常勤）[21]。
- 2013年（平成25年）、ライフネット生命保険株式会社代表取締役会長兼CEOに就任[5]
- 2016年（平成28年）、ライフネット生命保険株式会社代表取締役会長に就任。
- 2017年（平成29年）、ライフネット生命保険株式会社の創業者に。
- 2017年（平成29年）、経済広報センターの 第33回「企業広報賞」 で「選考委員会特別賞」を受賞。
- 2018年（平成30年）、立命館アジア太平洋大学第四代学長に就任[8]。
- 2023年（令和5年）、立命館アジア太平洋大学学長を退任し、同大学の学長特命補佐就任[10][22]。

### 委員歴
- 2013年（平成25年）、厚生労働省社会保障審議会委員（任期2020年8月まで）
- 2017年（平成19年）、NHK中央放送番組審議会委員（任期2021年10年まで）
- 2018年（平成30年）、わくわく地方生活実現会議委員
- 2018年（平成30年）、朝日新聞社 書評委員（任期2020年3月まで）
- 2019年（平成31/令和元年）、大学支援フォーラムPEAKS幹事（任期2022年4月まで）
- 2019年（平成31/令和元年）、まち・ひと・しごと創生会議委員（任期2021年4月まで）

## テレビ出演
- 日経スペシャル カンブリア宮殿 生命保険を見直せ！（2011年7月14日、テレビ東京）[23]
- ハートネットTV「運命は選べない、でも適応はできる　脳出血からの復活　出口治明」（2025年1月25日、NHK Eテレ）[24]

## 著書

### 単著
- 『生命保険入門』（岩波書店、2004年／新版、2009年）ISBN 4000236873
- 『生命保険はだれのものか 消費者が知るべきこと、業界が正すべきこと』（ダイヤモンド社、2008年）ISBN 4478007381
- 『直球勝負の会社 日本初!ベンチャー生保の起業物語』（ダイヤモンド社、2009年）ISBN 4478008876
- 『「思考軸」をつくれ あの人が「瞬時の判断」を誤らない理由』（英治出版、2010年）ISBN 486276083X　改題文庫化『大局観』（日経ビジネス人文庫、2015年）ISBN 4532197724
- 『ライフネット生命社長の常識破りの思考法　ビジネスマンは「旅」と「読書」で学びなさい！』（日本能率協会マネジメントセンター、2010年）ISBN 4820718002
- 『百年たっても後悔しない仕事のやり方』（ダイヤモンド社、2011年） ISBN 4478015651
- 『仕事は“6勝4敗"でいい 「最強の会社員」の行動原則50』（朝日新聞出版、2012年）ISBN 4023311065
- 『部下を持ったら必ず読む-「任せ方」の教科書-「プレーイング・マネージャー」になってはいけない』（角川書店、2013年）ISBN 4041106176
- 『仕事に効く 教養としての「世界史」』1-2（祥伝社、2014-16年）ISBN 4396614837
- 『早く正しく決める技術 決断に勇気はいらない!』（日本実業出版社、2014年）ISBN 4534051832
- 『ビジネスに効く最強の「読書」 本当の教養が身につく108冊』（日経BP社、2014年）ISBN 4822277852
- 『「働き方」の教科書 「無敵の50代」になるための仕事と人生の基本』（新潮社、 2014年）新潮文庫、2017
- 『本の「使い方」 1万冊を血肉にした方法』（角川oneテーマ21、 2014年)　ISBN 4041016495
- 『日本の未来を考えよう』（クロスメディア・パブリッシング／インプレス、2015年） ISBN 4844374257
- 『人生を面白くする 本物の教養』(幻冬舎新書、2015年) ISBN 4344983920
- 『生命保険とのつき合い方』(岩波新書、2015年) ISBN 4004315670
- 『働く君に伝えたい「お金」の教養 人生を変える5つの特別講義』（ポプラ社、2016年）ISBN 4591147940
- 『「全世界史」講義 教養に効く!人類5000年史I古代・中世編』（新潮社、2016年）ISBN 4103364726
- 『「全世界史」講義 教養に効く!人類5000年史II近世・近現代編』（新潮社、2016年）ISBN 4103364734
- 『人生の教養が身につく名言集』三笠書房 2016年
- 『図解部下を持ったら必ず読む「任せ方」の教科書』KADOKAWA 2016年
- 『50歳からの出直し大作戦』講談社+α新書 2016年
- 『おしえて出口さん! 出口が見えるお悩み相談』ウェッジ 2017年
- 『教養は児童書で学べ』光文社新書 2017
- 『グローバル時代の必須教養「都市」の世界史』PHPエディターズ・グループ 2017年
- 『座右の書『貞観政要』 中国古典に学ぶ「世界最高のリーダー論」』KADOKAWA 2017年
- 『図解仕事が速くなる!生産性が上がる!最強の働き方』PHP研究所　2017年
- 『人類5000年史 1』ちくま新書 2017年
- 『本物の思考力』小学館新書 2017年
- 『リーダーは歴史観をみがけ 時代を見とおす読書術』中公新書ラクレ 2017年
- 『明治維新とは何だったのか』祥伝社 2018
- 『0から学ぶ「日本史」講義（古代篇）』文藝春秋 2018年
- 『戦前のお金持ち』小学館 2018年
- 別冊NHK100分de名著 読書の学校 出口治明 特別授業『西遊記』NHK出版 2018年
- 『知略を養う 戦争と外交の世界史』かんき出版 2018年
- 『人類5000年史Ⅱ』ちくま新書 2018年
- 『知的生産術』日本実業出版社 2019年
- 『「おいしい人生」を生きるための授業』PHP研究所 2019年
- 『僕が大切にしてきた仕事の超基本50』朝日新聞出版 2019年
- 『０から学ぶ「日本史」講義(中世篇)』文藝春秋 2019年
- 『哲学と宗教全史』ダイヤモンド社 2019年
- 『座右の書『貞観政要』中国古典に学ぶ「世界最高のリーダー論」』KADOKAWA 2019年
- 『呉兢『貞観政要』君主こそ寄生階級である』NHK出版 2019年
- 『人生の教養が身につく名言集』三笠書房 2020年
- 『世界史・10の「都市」の物語』PHP研究所 2020年
- 『人類5000年史 3 1001年～1500年』ちくま新書 2020年
- 『「教える」ということ 日本を救う、〈尖った人〉を増やすには』KADOKAWA 2020年
- 『還暦からの底力 歴史・人・旅に学ぶ生き方』講談社 2020年
- 『ここにしかない大学 APU学長日記』日経BP社 2020年
- 『仕事に効く教養としての「世界史」』祥伝社 2020年
- 『0から学ぶ「日本史」講義 戦国・江戸篇』文藝春秋 2020年
- 『世界史に学ぶコロナ時代を生きる知恵』文藝春秋 2020年
- 『出口版学問のすすめ 「考える変人」が日本を救う！』小学館 2020年
- 『自分の頭で考える日本の論点』幻冬舎 2020年
- 『歴史を活かす力 人生に役立つ80のQ&A』文藝春秋 2020年
- 『あなたの会社、その働き方は幸せですか？』祥伝社 2020年
- 『この1冊、ここまで読むか！ 超深掘り読書のススメ』祥伝社 2021年
- 『教養としての「地政学」入門』日経BP社 2021年
- 『最後の講義完全版 適応力 新時代を生き抜く術』主婦の友社 2021年
- 『カベを壊す思考法』扶桑社新書 2021年
- 『人類5000年史 4』ちくま新書 2022年
- 『復活への底力』講談社現代新書 2022年
- 『一気読み世界史』日経BP社 2022年
- 『世界は宗教で読み解ける』 (SB新書)

### 共著・監修
- 『地域金融と地域づくり 二層の広域連携時代における地域金融の課題と役割』黒川和美編著,國田廣光,松野由希,木村恒弌共著（ぎょうせい、2006年）ISBN 4324078319
- 『ネットが味方になるWebマーケティングの授業』イケダハヤト,中川淳一郎,伊藤新之介共著 秀和システム 2014年
- 『世界一子どもを育てやすい国にしよう』駒崎弘樹共著 ウェッジ 2016年
- 『世界史としての日本史』半藤一利共著 小学館新書 2016年
- 『自分の半径5mから日本の未来と働き方を考えてみよう会議』島澤諭共著 SBクリエイティブ SB新書 2016年
- 『リーダーの教養書 11名の選者による〈保存版〉ブックガイド』楠木建,岡島悦子,猪瀬直樹,中島聡,大竹文雄,長谷川眞理子, 森田真生,大室正志,岡本裕一朗,上田紀行共著 幻冬舎 2017年
- 『マンガでわかる!お金の基本 人生を変える8つの授業』監修 宝島社 2017年
- 『人生100年時代のお金の不安がなくなる話』竹中平蔵共著 SB新書 2017年
  - 大活字版：SBクリエイティブ 2020年
- 『あなたの会社、その働き方は幸せですか?』上野千鶴子共著. 祥伝社, 2021年